# Fondo nazionale svizzero per la ricerca scientifica

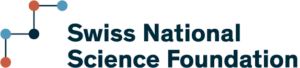
Logo

Il Fondo nazionale svizzero per la ricerca scientifica (FNS) è una fondazione di diritto privato per la promozione della ricerca; nasce nel 1952 su iniziativa del medico e fisico Alexander von Muralt.

## Organizzazione
Il FNS è suddiviso in un Consiglio di fondazione, un Consiglio nazionale della ricerca e un Segretariato. Il Consiglio di fondazione è l'organo supremo e prende decisioni a livello strategico. Il Consiglio nazionale della ricerca è composto da ricercatori e ricercatrici attivi prevalentemente in università svizzere. Valuta le proposte presentate al FNS e decide in merito al sostegno da accordare. Comprende fino a 100 membri ed è strutturato in quattro divisioni:
- Divisione I: scienze umane e sociali
- Divisione II: matematica, scienze naturali ed ingegneristiche
- Divisione III: biologia e medicina
- Divisione IV: Programmi (Programmi nazionali di ricerca PNR / Poli di ricerca nazionali PRN)

Le Commissioni di ricerca hanno sede presso le università e politecnici e fungono da anello di collegamento con il FNS. Prendono posizione dal punto di vista locale nella valutazione delle richieste di sussidio provenienti dalle proprie università .
Il Segretariato sostiene e coordina le attività del Consiglio di fondazione, Consiglio della ricerca e delle commissioni di ricerca. Tra i suoi compiti rientrano il monitoraggio degli aspetti finanziari dell'attività di promozione, la richiesta e la valutazione di perizie elaborate in Svizzera e all'estero, il mantenimento dei contatti con le istanze svizzere ed estere preposte alla ricerca. Rappresenta infine il FNS nei rispettivi organi e provvede ad una comunicazione efficace con il pubblico. Il Segretariato ha sede a Berna.

## Strumenti di promozione
Su mandato della Confederazione il FNS promuove la ricerca di base in tutte le discipline scientifiche. Valuta le proposte di progetto di ricerca presentate dai ricercatori e dalle ricercatrici e decide in merito al sussidio da accordare secondo criteri scientifici. Con il finanziamento di borse e sussidi il FNS si impegna a favore delle giovani leve. Nell'ambito della promozione della carriera, gli strumenti più importanti sono le borse, i sussidi per professori assistenti e i sussidi Marie Heim-Vögtlin (programma per lo sviluppo delle donne nella carriera accademica).
Il FNS si impegna inoltre per la collaborazione internazionale con organizzazioni e programmi di ricerca e finanzia convegni scientifici e pubblicazioni (principalmente tesi di dottorato e tesi di abilitazione).
FNS è anche un partner autorizzato del database "AcademiaNet" per le eccellenze femminili, con l'obiettivo di aumentare la percentuale di donne in posizioni di gestione scientifica.

## Programmi nazionali di ricerca e Poli di ricerca nazionali
Nell'ambito della ricerca tematica i Programmi nazionali di ricerca (PNR) e i Poli di ricerca nazionali (PRN) rappresentano gli strumenti più importanti del FNS. Su mandato del Consiglio federale i PNR apportano un contributo sostanziale per la risoluzione di problemi urgenti di importanza nazionale. Durano fino ad un massimo di cinque anni e hanno a disposizione un budget che si aggira in media tra gli otto e i dodici milioni di franchi. I Poli di ricerca nazionali (PRN) mirano al rafforzamento strutturale del paesaggio di ricerca svizzera in zone strategiche. I PRN sono basati presso un'università e sono strutturati in un centro di competenza e una rete nazionale e internazionale. Un PRN viene finanziato dal FNS, tramite mezzi propri delle università e dei politecnici e tramite mezzi terzi per un periodo da dieci a dodici anni con un budget dai 20 ai 60 milioni di franchi.

## Rivista scientifica "horizons"
La rivista "horizons" è pubblicata dal Fondo nazionale svizzero insieme con le Accademie svizzere delle scienze e riporta quattro volte l'anno i nuovi risultati e le scoperte in vari ambiti scientifici quali biologia e medicina, matematica e scienze naturali. Tratta inoltre di tematiche sociali e culturali. "Horizons" si rivolge ad un vasto pubblico interessato a questioni scientifiche ed è disponibile sotto forma di abbonamento gratuito in lingua francese o tedesca.